# Мали Чирешу
Мала Чирешу (рум. Cireșu Mic) је насељено место општине Кричова у жупанији Тимиш у Румунији. Према попису из 2021 године било је без становника.